# Обстріли Хмельницького
Обстріли Хмельницького та області почалися після початку вторгнення Росії до України. Перший обстріл Хмельницької міської громади був завданий 29 березня 2022 року.

## Перебіг подій

### 2022
О 23:50 29 березня під час повітряної тривоги в Хмельницькому пролунало кілька вибухів. Місто, вперше з часу повномасштабної війни, зазнало ракетного удару. Ціллю росіян став інфраструктурний об'єкт. За даними міського голови Олександра Симчишина, постраждалих не було, на місці атаки почалася пожежа, яку локалізували.
25 червня у Хмельницькій області силами ППО було збито дві російські ракети. Уламки однієї з ракет впали у лісі в Кам'янець-Подільському районі.
Зранку 24 липня під час чергового ракетного обстрілу сталося кілька вибухів, над Хмельниччиною силами ППО було збито 3 крилаті ракети російської армії.
6 жовтня росіяни провели чергову ракетну атаку на область, постраждалих не було.
10 жовтня по всій Україні відбувся масований ракетний обстріл, який зачепив і Хмельницьку область. В обласному центрі ударами трьох ракет було пошкоджено підстанцію, внаслідок чого протягом двох днів у місті спостерігались перебої з електроенергією та водопостачанням. Жертв серед населення не було. Також повідомлялось про збиття над територією області кількох ракет.
Зранку 22 жовтня, під час повітряної тривоги, противник завдав ракетного удару по енергетичній інфраструктурі. У декількох населених пунктах області зникло світло.
31 жовтня над територією Хмельницької області було збито російську ракету. Уламки потрапили у приватний будинок, потерпілих не було.
15 листопада у Хмельницькому відбулось два прильоти. Російські ракети влучили у об'єкти енергетичної інфраструктури, частина міста залишилась без світла.
31 грудня росіяни провели дві ракетні атаки на Хмельницький, частина міста лишилася без світла, понад 8 людей було поранено. Внаслідок травм одна дівчина загинула. Також було пошкоджено 8 цивільних авто, 13 житлових будинків і складські приміщення.

### 2023
10 лютого близько о 4-й годині ранку, відбулась атака іранськими дронами-камікадзе на об'єкт енергетичної інфраструктури в одній з громад Шепетівського району. Того ж дня російська ракета потрапила у об'єкт критичної інфраструктури у Хмельницькому. Жертв серед населення не було, половина міста залишилась без світла. Над територією області збито ракету і безпілотник.
18 лютого російські кораблі з Чорного моря випустили по Україні чотири ракети, дві з яких було збито, а дві інші потрапили у військовий об'єкт та в зупинку громадського транспорту у Хмельницькому. Внаслідок атаки поранено двоє людей, пошкоджено десять багатоповерхівок, три навчальні заклади, одне цивільне авто; ударною хвилею вибито півтори тисячі вікон.
У ніч проти 27 лютого Хмельницький було атаковано трьома дронами-камікадзе, пошкоджено кілька будівель, загинув рятувальник ДСНС, який ліквідовував пожежу від прильоту; поранено чотири особи: пізніше один з них, пожежний, помер від травм у лікарні.
Вранці 13 травня о 4:17 ворог за допомогою чотирьох іранських дронів-камікадзе атакував військовий об'єкт у Чорноострівській громаді. Після влучання в об'єкт відбувся ряд детонувань великої потужності. Ударною хвилею було пошкоджено навчальні заклади, медичні заклади, адміністративні будівлі, промислові об'єкти, багатоповерхові та приватні житлові будинки на території Чорноострівської та Хмельницької громад. Поблизу села Грузевиця пошкоджено залізничні колії, через що затримано рух потягів. Поранено близько 30 осіб.
Вибухи стались на території 649-го авіаційного сховища ракетного озброєння та боєприпасів. З відкритих джерел відомо, що тут зберігалась велика кількість застарілих авіаційних бомб, тут також розміщене підприємство «УОСМ-ДМ» зі складу «Укроборонсервіс», на якому відбувалась утилізація протермінованих боєприпасів. На супутникових знімках видно, що сховище було повністю зруйноване.
У ніч з 12 на 13 червня під час повітряної тривоги відпрацювали сили ППО. Уламки ракети пошкодили 6 житлових будинків. Травмованих та загиблих не було
У ніч з 20 на 21 червня сили ППО збили 6 безпілотників. Уламки одного з них впали на приватний житловий будинок.
У ніч з 22 на 23 червня уламки збитої ракети впали біля приватного будинку у Хмельницькому. В одній з громад Хмельницького району ударною хвилею пошкоджено кілька житлових будинків.
У ніч з 18 на 19 серпня російські безпілотники вкотре атакували Хмельниччину. Усі з них на території області збито, але ударною хвилею було пошкоджено цивільні споруди на території Хмельницької, Меджибізької та Деражнянської громад. Уламками скла поранено дві жінки. Понівечено також Меджибізьку фортецю: вибито скло, двері та пошкоджено покрівлю Лицарської вежі.
У ніч з 25 на 26 жовтня Сили ППО України знищили всі 11 «Shahed-136/131» під час нічної атаки, 21 людей дістали поранення у результаті падіння уламків збитих російських БПЛА на території об'єкта критичної інфраструктури у Шепетівському районі на Хмельниччині.
Уночі росіяни завдали удару по території Хмельницької АЕС. Внаслідок вибуху було пошкоджено вікна в адміністративно-побутовому та лабораторно-побутовому корпусах. Через пошкодження ліній електропередачі знеструмлено 1 860 споживачів у містах Славута та Нетішин Хмельницької області. Голова Міністерства внутрішніх справ Ігор Клименко пояснив, що уламки безпілотників зруйнували низку будівель у Шепетівському районі, зокрема 11 житлових будинків, дев'ять приватних будівель, два навчальні заклади, адміністративну будівлю, магазин і автомобілі.
У ніч 29 жовтня у Хмельницькій області пролунали вибухи під час повітряної тривоги, повідомлялося про роботу ППО, постраждалих немає, руйнувань немає. Про це заявив перший заступник начальника Хмельницької ОВА Сергій Тюрін.
Раніше у Повітряних силах ЗСУ попередили про загрозу ударів дронами-камікадзе у регіоні.
У ніч з 31 жовтня на 1 листопада у Хмельницькій області зафіксовано падіння уламків ракет в декількох районах Камʼянець-Подільському і Хмельницькому. В першому вони впали у двох місцях в полі.
Уламки ще однієї ракети впали у Хмельницькому районі. В результаті падіння виникла пожежа, було пошкоджено дах та вікна в цивільній будівлі. Пожежу ліквідовано, загиблих та поранених немає, дані очільника Хмельницької ОВА.

### 2024
8 січня під час бомбардування на Хмельниччині пролунало щонайменше 6 вибухів, збито 3 ракети. У Хмельницькому відбулось влучання в об'єкт критичної інфраструктури, загинуло 3 людини.
Вранці 15 лютого було завдано ракетного удару по Хмельницькій області внаслідок цього пошкоджено приватні та житлові будинки, з них 1 приватний будинок частково зруйнований. Поранено 2 людей, чоловіка та жінку. Також над територією області було збито 1 крилату ракету. Про це повідомив перший заступник ОВА Сергій Тюрін.
Вранці 22 березня внаслідок атаки крилатої ракети у Хмельницькому пошкоджено багатоповерхівку, та повністю зруйнований приватний будинок. Загинули двоє пенсіонерів жінка та чоловік, ще щонайменше восьмеро людей зазнали поранень в сусідній багатоповерхівці. Про це повідомив перший заступник ОВА Сергій Тюрін.
29 березня  у Хмельницькій області та місті під час повітряної тривоги було чути звуки вибухів. На Хмельниччині сили протиповітряної оборони збили 3 російські цілі. Зафіксовано пошкодження у шести приватних будинках в громадах Хмельниччини, а також пошкоджено приміщення басейну дитячого табору.
Внаслідок російської атаки 26 серпня у Хмельницькій громаді було пошкоджено об'єкти енергетичної інфраструктури. Водопостачання та каналізаційне господарство функціонували в автономному режимі. Всі служби активно працювали над ліквідацією наслідків, поступово відновлювалося електропостачання, а рух тролейбусів був обмежений. Жертв і постраждалих не було, проте пошкоджено житлові будинки та автомобілі.

## Реакція

### Україна
25 жовтня 2023 року Президент України Володимир Зеленський у своєму вечірньому зверненні заявив, що російські ракетні удари вночі проти 25 жовтня 2023 року, ймовірно, були спрямовані на Хмельницьку атомну електростанцію (ХАЕС). Він наголосив, що цей удар є черговим нагадуванням про важливість посилення української протиповітряної оборони (ППО) та небезпеку, яку становить можливість Росії обходити світові санкції.